# Selskabet for folkeoplysningens fremme
Selskabet for folkeoplysningens fremme var en norsk forening som blev stiftet i Kristiania 23. september 1851 med Hartvig Nissen som formand. Næstformand var filosofiprofessor Marcus Jacob Monrad. Desuden var Eilert Sundt, Knud Knudsen, Ivar Aasen, P.Chr. Asbjørnsen og T.H. Aschehoug medlemmer.
Selskabet udgav tidsskriftet Folkevennen med Ole Vig som redaktør.
Selskabet skulle "virke til Folkets Oplysning med særligt Hensyn til Folkeåndens Vækkelse, Udvikling og Forædling". Det ville forene det romantiske med det nyttige. Den romantiske bevægelse var inspireret af tysk ideliv med Herder som forgrunnsfigur. En tid havde selskabet 4–5 000 medlemmer, men siden gik det tilbage og det blev opløst i 1900.